# Дворець (урочище)
Дворець — урочище в Україні. Знаходиться на територіях Ліплявської громади Черкаського району та Піщанської громади Золотоніського району.

## Опис
Урочище розташоване між селами Сушки та Бубнівська Слобідка, поруч із ґрунтовою дорогою, що колись сполучала перше село зі зниклим поселенням Бубнів. Являє собою хвойний лісовий масив на місці колишньої земляної оборонної споруди, та поля-пасовища навколо нього. Обмежене з півночі, сходу та півдня меліоративними канавами, пасовищами та сільськогосподарськими угіддями, із заходу болотистою місцевістю. Згадується М. Максимовичем у творі "Бубнівська Сотня":
|  | Проти нашого городища, вправо від дороги, що йде в Бубнов між Слобідкою і Сушками, на п'ятій версті від Бубнова є невеликий чотирикутний окоп, сажнів в п'ятнадцять завдовжки з кожного боку і з круглястим насипом всередині кожного кута. Не зрозуміло, за що цей окоп прозваний Дворцем; але видно по всьому, що він влаштований в пізніші часи з призначенням сторожовим, ймовірно на час розлиття дніпровського. |